# Женская сборная России по софтболу
Женская национальная сборная России по софтболу — представляет Россию на международных софтбольных соревнованиях. С 2025 года управляющей организацией выступает Федерация бейсбола и софтбола России (ранее — Федерация софтбола России).

## История
Дебют женской софтбольной сборной России на международных соревнованиях прошёл в августе 1992 года на чемпионате Европы в голландском Бюссюме. Не имевшая практически никакого международного опыта российская команда ничего не смогла противопоставить своим соперникам и замкнула турнирную таблицу первенства, заняв 11-е место. Следующий европейский чемпионат в 1995 году россиянки пропустили, а через два года заняли первое место в дивизионе «В» и обеспечили себе место среди сильнейших женских софтбольных команд Европы.
Чемпионат Европы 1999 года в бельгийском Антверпене принёс российским софтболисткам первые медали, что явилось неожиданностью для специалистов этого вида спорта. Не совсем уверенно выступив в двух групповых этапах, где из 9 матчей россиянки проиграли 6, в матче за выход в полуфинал сборная России со счётом 3:1 переиграла 6-кратных чемпионок Европы команду Нидерландов. В самом же полуфинале команда России уступила Чехии 1:4 и завершила турнир на 3-м месте, став бронзовым призёром соревнований. С этого момента сборная России прочно вошла в число сильнейших европейских софтбольных держав.
Чемпионат Европы 2001 в Чехии команда России закончила на 4-м месте, проиграв в первом раунде плей-офф хозяйкам турнира. Следующее же европейское первенство, прошедшее спустя два года в пяти городах Италии, принесло российской сборной наивысшее достижение за всю свою историю — серебряные медали. Групповой этап россиянки завершили на 4-м месте, с трудом зацепившись за последнюю путёвку в плей-офф, а вот в матчах плей-офф переиграли обоих призёров Евро-2001 — сначала Чехию 6:2, а затем Нидерланды 3:2 и вышли в финал розыгрыша. На решающий же матч чемпионата против команды-хозяйки первенства и бессменного победителя пяти предыдущих первенств Европы сборной Италии российских софтболисток, проведших в тот же день тяжелейший полуфинальный матч против голландок, не хватило и итальянки уверенно взяли верх со счётом 7:0. Серебряный успех на Евро позволил национальной команде России квалифицироваться на чемпионат мира 2002 в канадском Саскатуне, но дебютное выступление на мировом первенстве сложилось для россиянок неудачно — лишь 13-е место.
На чемпионате Европы 2005 в Праге сборная России не смогла пробиться в решающую стадию, заняв в итоге 5-е место. Через два года на очередном чемпионате европейского континента в Амстердаме российские софтболистки вновь смогли попасть в число призёров, разгромив в матче за выход в полуфинал команду Чехии 8:0, но в самом полуфинале уступили хозяйкам первенства голландкам 0:6. Этот бронзовый успех до сих пор остаётся последним медальным достижением сборной России на международной арене. В пяти последующих первенствах Европы (2009, 2011, 2013, 2015 и 2017) россиянки трижды занимали 4-е и два раза 5-е места, причём в первых четырёх чемпионатах дорогу к медалям им неизменно преграждала команда Чехии. Кроме этого, российская национальная сборная в 2007 пыталась пробиться на Олимпиаду-2008, но в четвертьфинале квалификационного турнира в упорнейшей борьбе уступила всё тем же чешкам. В 2014 софтболистки России вторично приняла участие в чемпионате мира, впервые проходившем в Европе (в голландском Харлеме), но вновь, как и 12 лет назад, заняли только 13-ю итоговую позицию.

## Результаты выступлений и составы

### Олимпийские игры
- 1996 — не участвовала
- 2000 — не участвовала
- 2004 — не участвовала
- 2008 — не квалифицировалась
- 2020 — не квалифицировалась

### Чемпионаты мира
До 1998 в чемпионатах мира сборная России участия не принимала.
- 2002 — 13-е место
- 2006 — не квалифицировалась
- 2010 — не квалифицировалась
- 2014 — 13-е место
- 2016 — не квалифицировалась
- 2018 — не квалифицировалась
- 2014: Дарья Семёнова, Анастасия Бученкова, Екатерина Еронина, Олеся Федина, Татьяна Сорокина, Евгения Егиазарова, Нарине Степанян, Дарья Шемберева, Алина Афанасьева, Наталья Шутрова, Татьяна Жучкова, Ирина Ильяшенко, Ольга Яковлева, Светлана Лагуткина, Елена Поварова, Александра Ларионова. Тренер — Мария Казанцева.

### Чемпионаты Европы
| - 1992 — 11-е место - 1995 — не участвовала - 1997 — 9-е место (1-е в дивизионе «В») - 1999 — 3-е место - 2001 — 4-е место - 2003 — 2-е место - 2005 — 5-е место - 2007 — 3-е место | - 2009 — 4-е место - 2011 — 5-е место - 2013 — 4-е место - 2015 — 4-е место - 2017 — 5-е место - 2019 — 11-е место - 2021 — 8-е место |

- 2003: Олеся Гаврилова, Людмила Чижик, Оксана Гаврилова, Светлана Глазова, Елена Ефимова, Екатерина Еронина, Ирина Скаржинская, Радика Раца, Татьяна Солдатова, Ольга Тихонова, Ксения Степанова, Анна Момзикова, Александра Лаврентьева, Дарья Шемберева, Мария Корзелёва, Ольга Чернакова, Светлана Кожухова. Тренер — Андрей Аксентьев.
- 2009: Олеся Гаврилова, Елена Ефимова, Елена Поварова, Екатерина Еронина, Татьяна Жучкова, Дарья Шемберева, Наталья Шутрова, Наталья Сергеева, Ирина Боброва, Р.Вешкина, Юлия Сазонкина, Анастасия Бухарова, Александра Шишкина.
- 2011: Александра Ларионова, Татьяна Бельтюкова, Екатерина Еронина, Светлана Тузлукова, Алина Афанасьева, Евгения Егиазарова, Дарья Шемберева, Александра Саврасова, Татьяна Сорокина, Вера Черенкова, Татьяна Жучкова, Ирина Ильяшенко, Наталья Шутрова, Ксения Смирнова, Светлана Лагуткина, Елена Поварова.
- 2013: Дарья Семёнова, Анастасия Бученкова, Татьяна Бельтюкова, Екатерина Еронина, Анастасия Миляева, Ольга Яковлева, Евгения Егиазарова, Дарья Шемберева, Ольга Нескоромная, Верджиния Левич, Алина Афанасьева, Татьяна Жучкова, Ирина Ильяшенко, Татьяна Сорокина, Светлана Лагуткина, Елена Поварова, Александра Ларионова. Тренер — Мария Казанцева.
- 2015: Дарья Семёнова, Анастасия Миляева, Екатерина Еронина, Екатерина Алёшина, Олеся Федина, Милена Макушина, Александра Чабан, Майя Шалвадзе, Татьяна Бельтюкова, Алина Афанасьева, Верджиния Гусакова (Левич), Нарине Степанян, Татьяна Жучкова, Ирина Ильяшенко, Светлана Лагуткина, Александра Ларионова. Тренер — Мария Казанцева.
- 2017: Дарья Семёнова, Анастасия Макешина, Полина Верейкина, Татьяна Белютюкова, Анастасия Миляева, Екатерина Алёшина, Татьяна Сорокина, Алина Афанасьева, Нарине Степанян, Дарья Шемберева, Верджиния Гусакова, Ольга Яковлева, Вера Кухаренко, Татьяна Жучкова, Ирина Ильяшенко, Майя Шалвадзе, Юлия Блажан. Тренер — Мария Казанцева.
- 2019: Нина Заказникова, Яна Исламова, Полина Верейкина, Татьяна Белютюкова, Валерия Графская, Анастасия Маркова, Юлия Маслова, Дарья Семёнова, Евгения Егиазарова, Алина Афанасьева, Анна Шабанова, Верджиния Гусакова, Татьяна Жучкова, Ирина Ильяшенко, Юлия Гриб, Ольга Яковлева, Вера Кухаренко. Тренер — Иван Самчук.
- 2021: Алина Игнатьева, Нина Заказникова, Василиса Сорокина, Татьяна Пинигина, Милена Макушина, Екатерина Колнобрицкая, Яна Исламова, Милана Кожина, Дарья Семёнова, Евгения Егиазарова, Марина Барышева, Юлия Гриб, Татьяна Жучкова, Майя Шалвадзе, Вера Кухаренко, Грейс-Алёна Перечински. Тренер — Иван Самчук.

## Состав
Сборная России на чемпионате Европы 2021.
| №  | Имя, фамилия           | Год рождения | Игровая функция     | Клуб               |
| -- | ---------------------- | ------------ | ------------------- | ------------------ |
| 1  | Алина Игнатьева        | 1991         | инфилдер            | «Карусель» Тучково |
| 2  | Нина Заказникова       | 1997         | аутфилдер, питчер   | «Карусель» Тучково |
| 4  | Василиса Сорокина      | 1996         | инфилдер            | «Карусель» Тучково |
| 5  | Татьяна Пинигина       | 1999         | аутфилдер           | «Карусель» Тучково |
| 6  | Милена Макушина        | 1999         | аутфилдер           | «РусСтар» Москва   |
| 7  | Екатерина Колнобрицкая | 1996         | кэтчер              | «Карусель» Тучково |
| 8  | Яна Исламова           | 1999         | инфилдер            | «РусСтар» Москва   |
| 9  | Милана Кожина          | 2002         | кэтчер              | «Московия» Москва  |
| 10 | Дарья Семёнова         | 1994         | аутфилдер           | «Карусель» Тучково |
| 12 | Евгения Егиазарова     | 1991         | инфилдер            | «Карусель» Тучково |
| 15 | Марина Барышева        | 1998         | аутфилдер           | «Карусель» Тучково |
| 16 | Юлия Гриб              | 1999         | питчер              | «Московия» Москва  |
| 19 | Татьяна Жучкова        | 1988         | инфилдер, шорт-стоп | «РусСтар» Москва   |
| 21 | Майя Шалвадзе          | 1990         | питчер              | «Карусель» Тучково |
| 22 | Вера Кухаренко         | 1990         | питчер              | «Карусель» Тучково |
| 24 | Грейс-Алёна Перечински | 1998         | инфилдер            | «Карусель» Тучково |

- Главный тренер — Иван Самчук.
- Старший тренер — Мария Казанцева.
- Тренеры — Людмила Чижик, Фёдор Репьев.